# تاریخ دموکراسی در ایران باستان
دموکراسی (به انگلیسی: Democracy) شیوه‌ای از حکومت‌داری است که مردم در آن نقش پررنگی در تصمیمات مهم سیاسی و تعیین سرنوشت خود دارند. در این نوشتار، وجود یا عدم وجود این نوع از حکومت و همچنین چگونگی آن در تاریخ ایران پیش از اسلام(تاریخ ایران باستان) به بحث گذاشته می‌شود. نوشتار پیش‌ رو، به ترتیب سلاسل پادشاهی ایران باستان سازماندهی شده و در هر یک، به شواهدی از نمونه‌های احتمالی انواع دموکراسی در آن دوران پرداخته می‌شود.

## ایرانیان اولیه
نظام غالب حکومتی در ایران پیش از اسلام، از نوع سلطنت موروثی (به انگلیسی: Monarchy) بوده‎‌ است. این نوع از حکومت، تفاوت‌های عمده‌ای با سیستم حکومت دموکراتیک دارد و بر خلاف نقش مؤثر مردم در نظام‌های سیاسی دموکراتیک، در نظام‌های مونارشی، حاکم تصمیم‌گیرنده نهایی است. با این وجود، در ایران باستان، نشانه‌هایی از وجود برخی از عناصر دموکراسی در ساختارهای حکومتی مشاهده می‌شود. قابل توجه است که در این دوران، هیچ یک از سیستم‌های حاکمیتی موجود، شرایط لازم برای ایجاد یک دموکراسی کامل را نداشته‌اند. به عبارت بهتر، دموکراسی در ایران باستان، به معنی امروزی و مدرن خود هرگز شکل نگرفته و تنها در مقاطعی از تاریخ، برخی از ویژگی‌های جزئی دموکراسی را به عاریه گرفته است.
در آئین باستانی ایرانیان، بر شایسته‌سالاری در گزینش حاکمان تأکید شده است: 
- در کتاب گاتهای زرتشت آمده‌است که به منظور ایجاد صلح، ثبات، پیشرفت و شادی برای زندگی در جهان، مردم فقط باید افراد شایسته را انتخاب کنند.[۳]
- سرود شانزدهم گات‌ها به موضوع انتخاب شایسته اختصاص دارد و نشان می‌دهد که یک دولت ایده‌آل باید انتخابی باشد.[۳]

- در نماز اهوناور (به معنای انتخاب خداوند)، به زرتشتیان آموزش داده می‌شود که رهبر آن‌ها باید با استفاده از روان نیک و بر حسب حقوق فردی انتخاب شود، این امر اندیشه‌های یک دموکراسی سیاسی را در چهار هزار سال پیش بنیاد گذاشته‌است.[۴]

پیامبر ایرانیان، زرتشت، به مردم توصیه می‌کرد به سخنان همه طرف‌ها گوش دهند تا بهترین آن‌ها را انتخاب کنند. او می‌گفت (یسنا ۳۰، بند ۲): «ای مردم، به دیگران گوش دهید و بهترین آن‌ها را انتخاب کنید، و آن‌ها را با اندیشه‌ای روشن و ژرف بسنجید. هر مرد و زنی باید خودش مسیر خوب و بد را انتخاب کند». باید خاطر نشان کرد که وی در این باره میان زن و مرد تفاوت و تبعیضی قائل نمی‌شد. در یسنا ۳۰، او می‌گوید: «به بهترین سخن و مشاوره گوش بسپارید، دربارهٔ آن‌ها با داوری روشنگرانه تأمل کنید. اجازه دهید هر فردی عقیده اش را با آن آزادی انتخابی که هر فردی باید در رخدادهای بزرگ داشته باشد، برگزیند».
در تمدن‌های باستانی ایران در دوران  پیش از حکومت هخامنشیان که لزوماً از آئین زرتشتی پیروی نمی‌کردند نیز، باریکه‌هایی از نور دموکراسی و حکومت مشارکتی به چشم می‌خورد. در ادامه این بخش از نوشتار، به شواهدی از وجود دموکراسی در تمدن‌های باستانی پیش از هخامنشیان پرداخته شده است.

### عیلامیان
عیلامی‌ها( تمدن عیلامی‌ها) به عنوان یکی از قدرت‌های برجسته و تأثیرگذار در تاریخ ایران باستان مطرح بوده‌اند. افزون بر نوآوری‌هایی در زمینه‌های هنر و معماری، به احتمال زیاد، عیلامیان مبدع سیستم حکومت فدرال بوده‌اند؛ به طوری که حکومت مرکزی عیلامی‌ها متشکل از یک حکومت مرکزی و پنج پادشاهی زیر‌مجموعه ( کَسیته، گوتی، لولابی، سوسیانا و ایلام) بوده است. هر یک از این پادشاهی‌ها، خود، متشکل از چندین استان بوده که هر یک، فرمانروایی مستقل از سایر استان‌ها و تحت نظارت حاکم ایالت خود داشته‌اند.
سیستم حکومتی فدرال، از نظر دموکراسی، در پله بالاتری از سیستم حکومت مرکزی یکپارچه قرار دارد چرا که در این سیستم، به تفاوت‌های فرهنگی و نژادی میان اقوام ساکن در یک سرزمین گسترده احترام گذاشته شده و هر یک از ایالات تا حدی در قانون‌گذاری متناسب با شرایط ویژه خود آزادی عمل دارند.

### مادها
مادها، برای نخستین بار در تاریخ، مفهوم دولت را ابداع و آن را عملی کردند. در سایه وجود حکومت، روابط میان افراد جامعه شکلی قانونمند به خود گرفت و آنان می‌توانستند برای ساماندهی به اختلافات خود به یک نهاد دولتی یکپارچه مراجعه کنند. پادشاه، در رأس این ساختار حکومتی قرار داشت و سایر سیاستمداران همگی تحت نظارت او فعالیت می‌کرند. ذیل حکومت مرکزی، چندین ایالت فدرال قرار داشت که این موضوع با توجه به وسعت بسیار و تنوع فرهنگی موجود در سرزمین مادها، ساختار قدرت را در برابر این تنوعات منعطف می‌ساخت. 
آن چه می‌تواند نشانه‌هایی از دموکراسی در ساختار حکومتی مادها تلقی شود، نخست، شیوه انتخاب پادشاه است؛ او در طی بحث و گفتگو در یک مجلس متشکل از بزرگان ماد برگزیده می‌شد. علی رغم آن که این روش تفاوت‌های بسیاری با شیوه انتخاب رییس کشور در یک ساختار حکومتی کاملاً دموکراتیک دارد، اما، می‌توان آن را قدمی به سوی تصمیم‌گیری مشارکتی در نظر گرفت. به علاوه، وجود دولت‌های کوچک مستقل (ایالات) زیرمجموعه حکومت مرکزی نشان از تمرکززدایی نسبی قدرت مطلق از دولت مرکزی و حرکت به سوی دموکراسی دارد.  
در نوشته‌های برخی از تاریخ‌نگاران یونان باستان نیز به ساختار حکومتی مادها و نشانه‌هایی از وجود مردم‌سالاری در آن دوران اشاره شده است:
- دیودور (تاریخ‌نگار یونانی) اشاره می‌کند که پس از حکومت پانصد ساله آشوری‌ها بر آسیا، مادها سرزمین آن‌ها را فتح کردند و پس از آن برای چند نسل پادشاه مدعی قدرتمندی ظهور نکرد بلکه دولت شهرها، هر یک، نظام‌های سیاسی خود را داشتند و بر اساس روش‌های دموکراتیک اداره می‌شدند.[۱۱]

- هرودوت می‌نویسد: بعد از ۵۲۰ سال حکومت آشوری‌ها بر آسیا، مادها اولین کسانی بودند که علیه آن‌ها طغیان کردند. آن‌ها شجاعت خود را در مبارزه با آشوریان برای به دست آوردن آزادی ثابت کردند، از بردگی دوری کرده و آزادی را به دست آوردند. پس از آن بود که دیگر کشورها نیز این کار مادها را تکرار کردند. همه کسانی که در آن سرزمین بودند دیگر مردان آزدای محسوب می‌شدند؛ اما آن‌ها بار دیگر تحت حکمرانی حکومت‌های پادشاهی قرار گرفتند». هرودوت نقل می‌کند که در میان مادها فردی باهوش بنام دیاکو پسر فرورتیش بود. در یک دورهٔ بی‌قانونی در ماد، دیاکو تلاش کرد تا عدالت را در دهکدهٔ خود اجرا کند و اعتبار و حسن شهرتی را به عنوان یک قاضی بی‌طرف بدست آورد. به این ترتیب، حوزهٔ فعالیت او گسترش یافت و مردم روستاهای دیگر نیز به وی مراجعه می‌کردند تا اینکه سرانجام او اعلام کرد که این جایگاه برای وی دردسرساز شده‌است و حاضر به ادامهٔ کار نیست. در پی این کناره‌گیری، دزدی و اغتشاش فزونی یافت و مادها گرد هم آمدند و این بار وی را به‌عنوان پادشاه برگزیدند.[۱۲] به این ترتیب از این راه مردم شاه خود را انتخاب کردند.[۱۲]

## هخامنشیان
ساختار حکومتی هخامنشیان مشخصاً از نوع سلطنت مطلقه  (به انگلیسی:Monarchy) بوده‌است و نشانه‌های یک نظام سیاسی دموکراتیک به ندرت در تمام طول حکومت آن یافت می‌شود؛ به گونه‌ای که مهم‌ترین تصمیمات امور مملکتی همواره توسط شخص پادشاه گرفته می‌شده است. با این وجود، در بازه‌ی زمانی کوتاهی پس از درگذشت کوروش، نشانه‌هایی از وجود رغبت به تغییر نظام سلطنت به نظام دموکراسی در سطوح بالای حکومت یافت می‌شود و این موضوع، یکی از معدود نشانه‌های دموکراسی در حکومت چند صد ساله هخامنشیان است. 
پس از کشته شدن گئومات، شورایی متشکل از بزرگان هفت خانواده پارس به منظور تصمیم‌‌گیری درباره وضعیت آینده حکومت به گفتگو می‌نشینند. اوتانس _برادر کاساندان (همسر کوروش)_ یکی از این افراد بوده است. در طی بحث برای تعیین ساختار آینده حکومت، وی از ساختار سیاسی دموکراتیک دفاع می‌کند و بر لزوم اعطای حق برابر به همه مردم، نفی قدرت مطلق پادشاه، گسترش و توسعه ساختارهای اداری، تشکیل شوراهای عمومی و تصویب قانون با شرط تصویب همگانی تأکید می‌کند. علی رغم این که او به طور مشخص از واژه دموکراسی در سخنان خود استفاده نکرده‌است، اما، بنا بر مطالعات پژوهشگران بر اساس اسناد به جا مانده از گزارش‌های هرودوت، نه تنها دیدگاه او را دموکراتیک تلقی می‌کنند بلکه آن را نوعی بسیار رادیکال از دموکراسی می‌دانند. او چند ویژگی مشخص را  برای نظام دموکراسی برشمرده است که مهم‌ترین آنان عبارتند از:
- حقوق برابر مردم
- توسعه بروکراسی اداری
- نفی قدرت مطلقه پادشاه
- برابری افراد در برابر قانون
- پاسخگو بودن دولت
- فعالیت گسترده مردم در ساختارهای اداری
- برقراری انتخابات همگانی و تصمیم‌گیری جمعی در امور مهم مملکتی

در آن بحث، اوتانس دربارهٔ ضررهای حکومت پادشاهی نیز سخن می‌گوید. او اشاره می‌کند که حکومت دموکراتیک هیچ‌یک از بی‌عدالتی‌های حکومت استبدادی را در خود ندارد. وی توصیه می‌کرد که مدیریت امور عمومی باید به همه ملت واگذار شود. وی حکومت دموکراسی را ذاتاً حکومتی عادلانه تر می‌دانست و در این باره می‌گفت: «حکومت افرادِ بسیار منصفانه تر از بقیه حکومت‌هایی است که دربارهٔ عدالت سخن می‌گویند» و معتقد بود که حکومت مردمی، حکومت میانه‌رو را تضمین می‌کند. برخی از پژوهشگران، پیشنهاد اوتانس برای تغییر نظام سیاسی را با هدف تغییر شکل سنتی حکومت در ایران و نقض سنت‌های موجود در جامعه آن زمان ایران می‌دانند. با این حال، می‌توان این گونه اذعان کرد که او بر آن بود تا به شیوه حکومتی پیشینیان خود بازگردد و به نوعی در پی برقراری مجدد ساختار حکومتی مشابه عیلامیان و مادها بود . (ساختار حکومت در دوران عیلامیان و مادها، به نسبت، خصیصه‌های بیش‌تری از یک نظام دموکراتیک را در مقایسه با پادشاهی هخامنشیان داشته‌است).
با وجود تلاش‌های او برای تغییر نظام سلطنتی به یک نظام دموکراتیک، سایر اعضای شورای خانوادگان پارس با نظر او موافق نبودند و بر ادامه حکومت پادشاهی تأکید می‌کردند و در نهایت، داریوش بزرگ، به عنوان چهارمین پادشاه هخامنشیان برگزیده شد.

## اشکانیان
برجسته‌ترین نشانه از وجود دموکراسی در دوران حکومت اشکانیان را می‌توان وجود  پارلمانی به نام مِهستان دانست.  به گزارش برخی پژوهشگران، مِهستان نخستین پارلمان رسمی در ایران بود. اولین جلسه مجلس مهستان در نوروز سال ۱۳۷ قبل از میلاد تشکیل شد که در آن مهرداد یکم، شاه وقت، شخصاً حضور داشت و اولین مصوبه این مجلس انتخابی کردن شاه بود. با وجود اختلافاتی میان چگونگی کارکرد و تعداد مجالس حکومتی موجود در آن دوران ، بر سر یک موضوع میان پژوهشگران اتفاق نظر وجود دارد: 
- مجلس یا مجلس‌هایی که در دوران اشکانیان وجود داشتند، بدون شک تحت تأثیر حکومت پیشین (سلوکیان) و با الگوبرداری از دموکراسی آتنی شکل گرفته بود.

برخلاف دوران هخامنشیان، پادشاهان اشکانی از قدرت مطلق برخوردار نبودند و مجلس مِهستان تأثیر برجسته‌ای در تصمیمات مهم حکومتی داشته‌است. این مجلس، تأثیر پذیرفته از برخی شوراهای حکومتی دوران هخامنشیان و مجالس یونانی، متشکل از سران هفت خانواده بزرگ پارت، شاهزادگان، خردمندان، و مغان سراسر کشور بود. نکته درخور توجه آن که در این مجلس، تعداد روحانیون در اقلیت قرار داشت. برخی از پژوهشگران معتقد هستند که مجلس مهستان از اختلاط دو مجلس مغستان (متشکل از روحانیون و خردمندان) و شورای سلطنتی (هفت خاندان بزرگ و شاهزادگان) به هنگام ضرورت گفتگو درباره امور مهم کشوری تشکیل می‌شده‌است. بدین ترتیب، به باور آنان، ایران اشکانی دارای سه مجلس برای تصمیم‌گیری در امور حکومتی بوده است. در اسناد موجود مربوط به تاریخ‌نگاران یونانی و رومی، از این مجلس با عنوان مُغستان و سِنا یاد شده است. با این حال، به باور حسن پیرنیا، نویسنده کتاب تاریخ ایران باستان:
مغستان تصحیفی است که نویسندگان خارجه کرده‌اند، مُغستان مِهستان بوده و این کلمه از مِه آمده، که به معنی بزرگ است، پس مُغستان به معنی انجمن مُغ‌ها نیست، چنان‌که برخی می‌انگارند، بلکه به معنی مجلس بزرگان است. بهترین دلیل آن که این مجلس تنها از مُغ‌ها تشکیل نمی‌یافت، به عکس اعضای ناروحانی بیشتر بود.
وظایف مهمی برای این مجلس در تاریخ ذکر شده است که برخی از آنان عبارتند از:
- انتصاب پادشاه

استرابو می‌نویسد: شورای پارتی‌ها، براساس نظر پوسینیدوس، شامل دو گروه اعضای خانواده سلطنتی، و مردان خردمند و مغ می‌شد که پادشاه از سوی هر دو گروه انتخاب می‌شد.
- عزل پادشاه

گزارش شده که مهرداد سوم (54 تا 57 پیش از میلاد مسیح) در طول سلطنت کوتاه خود در سختگیری و اعمال خشونت و بی‌رحمی به اندازه‌ای زیاده‌روی کرد که سرانجام نظر مجلس مهستان برای نجات کشور اشکانی بر آن قرار گرفت که وی را از مقام پادشاهی برکنار کند و برادر وی ارد را به جانشینی وی به تخت سلطنت بنشاند. عزل پادشاه توسط این مجلس تحت شرایطی همچون خیانت به کشور، ضعف، جنون، بیماری سخت و از کار افتادگی اتفاق می‌افتاد.
- انتخاب ولیعهد از میان شاهزادگان
- اعلان جنگ و پیشنهاد صلح
- بسیج نیرو
- تغییر نظام مالیاتی
- دستور صدور ضرب سکه با تصویر جدید
- تعیین شاهان ارمنستان
- تأیید تشریفاتی شاهان پارسی‌تبار سرزمین پنتوس (منطقه ساحلی جنوب دریای سیاه در آناتولی به پایتختی شهر سینوپ)
- انتصاب فرمانده کل ارتش
- مدیریت جنگ

بدین ترتیب، می‌توان گفت که پادشاهی اشکانیان در مقایسه با هخامنشیان کمتر استبدادی بود و در آن پارلمانی وجود داشت که مسائل مهم کشور در آن حل و فصل می‌شد. شاه همواره با مجلس مشورت می‌کرد در حالی که اعضای مجلس توسط شاه انتخاب نمی‌شدند و به این ترتیب قدرت شاه تا اندازه‌ای محدود شده بود. اختیارات این مجلس تا حدی بود که ژوستین یکی از دلایل فروپاشی پادشاهی اشکانی را قدرت نامحدود این مجلس و اقدامات تندروانه اعضای آن می‌داند.

## ساسانیان
با فروپاشی حکومت اشکانیان و قدرت گرفتن سلسله ساسانیان در ایران، مجلس مِهستان که از معدود نشانه‌های جزئی دموکراسی در تاریخ ایران باستان به شمار می‌آمد، از میان رفت. پژوهشگران تاریخی عناوین گوناگونی همچون موروثی، فئودال و پدرسالارانه-بروکراتیک را برای نام‌گذاری نوع حکومت ساسانیان به کار گرفته‌اند و می‌توان گفت اتفاق نظر قطعی میان مورخان برای تعیین دقیق نوع حکومت ساسانیان وجود ندارد. با این وجود، آن چه با احتمال قریب به یقین قابل دفاع است، این است که در حکومت ساسانیان حتی جزئی‌ترین نشانه‌های یک حکومت دموکراتیک (حتی در مقایسه با هخامنشیان) وجود نداشته‌است. در ادامه، به ارائه شواهدی برای اثبات ادعای مذکور پرداخته می‌شود.

### دین، حامی استبداد

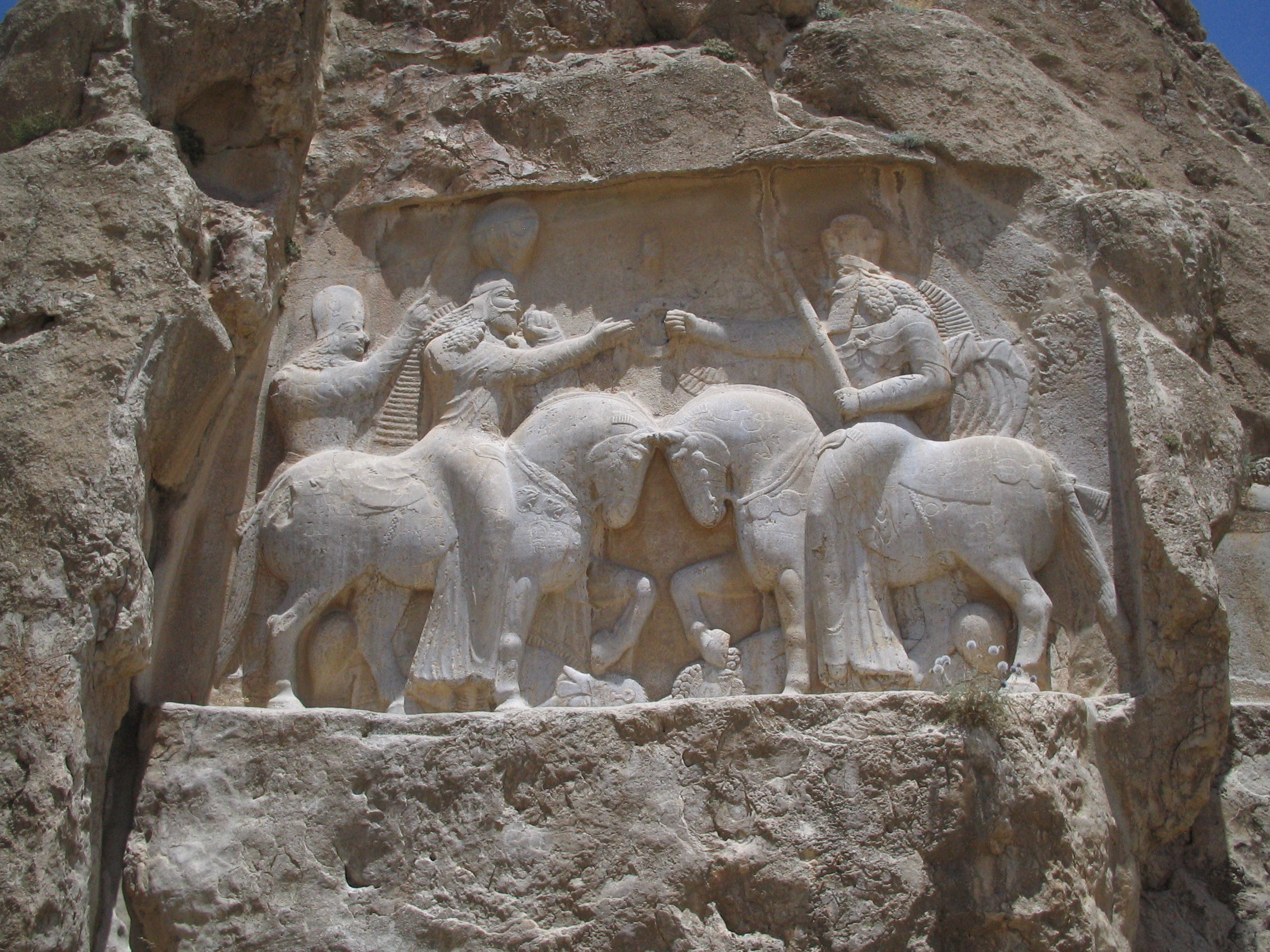
سنگ‌نگاره تاجگذاری اردشیر بابکان در نقش رستم. اهورامزدا حلقهٔ شهریاری را به شاپور تسلیم می‌کند. زیر سم اسب اهورامزدا اهریمن دیده می‌شود.

برخلاف حکومت اشکانیان، دین و مدعیان آن (روحانیون) نقش کلیدی در اداره امور حکومت ساسانیان داشتند. گواه این مدعا آن که تمامی پادشاهان برای جلوس بر تخت پادشاهی، نیازمند تأیید طبقه روحانی (مغان) بودند و بدون تأیید ایشان، سلطنت پادشاه خالی از اعتبار بود. پس از تأیید پادشاه توسط مقام روحانیت، وی فرّه ایزدی می‌یافت و مقام پادشاهی از جانب خداوند به او واگذار می‌شد. این موضوع، نشان از قدرت طبقه روحانیت در حکومت ساسانیان دارد؛ به گونه‌ای که امکان خلع پادشاه توسط مقام روحانیتنیز در صورت قانون‌ستیزی وجود داشت. پادشاهان ساسانی، سلطنت و دین را دو پایه حکومت می‌پنداشتند که بدون هر یک، دیگری بقا نمی‌یافت. اعطای مقام الوهیت به پادشاه، آشکارا، حق هرگونه اعتراض به این مقام را از مردم سلب کرده، مخالفت با پادشاه را به منزله مخالفت با خداوند قرار می‌داد. این موضوع، زمینه شکل‌گیری یکاستبداد دینی به نفع مقام پادشاه و روحانیت را فراهم می‌کرد. البته، یکی از عوامل موفقیت‌های حکومت ساسانیان در کشورگشایی و توسعه قلمرو خود، بهره‌گیری از عناصر هویتی مشترک میان مردمان سرزمین تحت حکومت خود همچون دین و عناصر ملی بود. به تعبیری، نفوذ دین در مقام حاکمیت، علی رغم  کمک به نابود کردن هرگونه نشانه‌ای از دموکراسی در کشور، در ایجاد یک هویت واحد میان تمامی ساکنان این سرزمین پهناور، موفق عمل کرد.

### نظام طبقات اجتماعی جامد
نظام اجتماعی در دوران ساسانیان متشکل از چندین طبقه بود. طبقات بالایی امکان تعدی و تجاوز به حقوق پایین‌دستان خود را داشتند و برای پایین‌دستان امکان جابه‌جایی میان طبقات اجتماعی وجود نداشت. به عبارت بهتر، قرارگیری در هر یک از طبقات اجتماعی کاملاً متکی بر وراثت بود و یک دهقان‌زاده هرگز امکان صعود به طبقه اشراف‌زادگان را پیدا نمی‌کرد.  این قاعده حتی در صورت استعداد و شایستگی ذاتی آن فرد نیز برقرار بود و  به عنوان مثال، یک کشاورز تنها فرّه کشاورزی داشت و به سبب نداشتن فرّه دبیری هرگز به این مقام دست نمی‌یافت. طبقات اجتماعی در دوران ساسانی عبارتند از:
- طبقه روحانیون
- طبقه سپاهیان
- طبقه دبیران و کاتبان (مستخدمین دیوان‌های حکومتی)
- طبقه توده مردم

ذیل هر یک از طبقات فوق، چندین دسته‌‌ی اجتماعی دیگر قرار داشته و هر یک از این دسته‌ها جایگاه و منصب مختص به خود را داشته‌اند و جابه‌جایی میان آن‌ها نیز ناممکن بوده‌است. به عنوان نمونه، دسته بزرگان (وَزُرگان) متشکل از افراد نژاده‌ای بود که مناصب مهم اداری را در دست داشتند و وزرا از میان این دسته برگزیده می‌شدند.
بدین ترتیب، دو عامل دخالت دین در حکومت و وجود نظام طبقاتی غیرسیال و ناعادلانه، هرگونه روزنه‌ای برای تابش نور دموکراسی در ایران را کور کرد و با تشدید و تقویت این دو عامل در سال‌های پایانی حکومت ساسانیان، بیداد، فساد، ستمگری و سلطه طبقات اجتماعی بالایین بر توده مردم فزونی یافت و مشروعیت این حکومت در میان مردم از میان رفت و در نهایت، سبب شکست آنان در مقابل اعراب و فروپاشی حکومت شد.

## نتیجه‌گیری
با بررسی نظام سیاسی حکومت‌های ایران پیش از اسلام، می‌توان اذعان کرد که در دوران ایران باستان، دموکراسی به شکل مدرن و امروزی خود هرگز شکل نگرفته و تنها ویژگی‌هایی جزئی از این نوع حکومت‌ را در مقاطعی کوتاه از تاریخ به امانت گرفته است. قابل توجه است که بخش عمده‌ای از نشانه‌های مذکور، پس از حمله اسکندر مقدونی به ایران و دوران حکومت اشکانیان به وقوع پیوسته است که این امر، نشان از تأثیر برجسته دموکراسی آتنی در پیدایش معدود نشانه‌های مردم‌سالاری در ایران دارد. البته، نباید نشانه‌های تمرکززدایی از قدرت مرکزی و عزل قدرت مطلقه پادشاه در دوران حکومت‌های اولیه ایرانیان را نیز نادیده گرفت. با این حال، نشانه‌های یافت‌شده از دموکراسی در ایران پس از حمله مقدونیان، شباهت بیش‌تری به آن چه امروزه دموکراسی نامیده می‌شود دارد.